# Хазрат Инаят Хан
Хазрат Инаят Хан (на английски: Hazrat Inayat Khan; на урду: عنایت خان) е индийски музикант от жанра индийска класическа музика, суфитски философ и пропагандатор, автор на книги за учението на суфизма, основател на суфитското движение в Западна Европа и неговото представителство „Суфи Интернешънъл“.

## Биография и творчество
Хан е роден на 5 юли 1882 г. във Вадодара (тогава Барода), Гуджарат, Индия, в благородно мюсюлманско семейство (майка му е потомка на Типу Султан, някогашен владетел на Майсур).
Бил е известен в цяла Индия като певец, майстор на вина и отдаден на класическата музика на Индия. Той е един от първите, които се възползват от учебник по музика. Учи по учебник, съчинен от неговия дядо Маула Бакши, изобретил първата система за нотен запис на индийска музика, и основател на музикалния факултет на университета във Вадодара.
През 1904 г. се среща с известния проповедник на чистия суфизъм Мохамед Абу Хашим Мадани, който го посвещава в своето учение в продължение на 4 години.
През 1909 г. Хазрат Инаят Хан прави серия от музикални записи в Индия, които са преиздадени през 1994 г. На 13 септември 1910 г. той, заедно със своите братя, заминава по покана да изнесе първите концерти на индийска класическа музика на Запад, първо в Америка, а след това в Париж. Като музикант сред неговите познати е и композитора Клод Дебюси, на когото Хан подарява мелодии оказали влияние в творчеството му.
По време на своите обиколки се жени за Ора Рей Бейкър от Ню Мексико, която е вярна последователка на неговата философия. Впоследствие тя приема името Пирани Амена Бегъм и според самия Инаят Хан, според неговата автобиография, тя му е оказала неоценима помощ, без която той не би могъл да отправи своето суфитско послание към Западния свят. Семейството се установява в гр.Сюрен, близо до Париж, където провежда своите ежегодни летни училища за последователите на учението му.
През 1913 г. Хазрат Инаят Хан и съпругата му заминават за Русия. Там се запознават с композитора Сергей Толстой, син на граф Лев Толстой, и с композитора Александър Скрябин. На Скрябин той също подарява някои мелодии, и една от тях – „Танц на Афганската сабя“ композиторът използва в едно от произведенията си. Двамата обсъждат и нова симфония наречена „Мистерия“, която впоследствие е написана от композитора, вдъхновен от идеите на мистицизма. В Москва се ражда и най-голямата му дъщеря в къща срещу Великопетровския манастир, няколко месеца преди началото на Първата световна война. Имат общо 2 сина и 2 дъщери.
След 1914 г. Хазрат Инаят Хан започва да организира голямо движение от последователи на суфизма с послание за божественото единство – таухид, и под духовния флаг за любов, хармония и красота. В лекциите си той застъпва позицията, че сляпото придържане към религиозните книги е лишено от духовност. Счита, че трябва да се търси истината във всяка религия, мъдростта и светлината на живота във всяка форма.
През 1922 г., по време на лятно училище, той има духовно преживяване в Катвейк, Холандия. Хазрат Инаят Хан обявява мястото за свято и насочва своите ученици да се молят там. През 1969 г. на мястото е построен храм на Универсалния суфизъм.
През 1923 г. той основава организацията „Суфи Интернешънъл“ („International Sufi Movement“), чрез която разпространява своето учение.
Хазрат Инаят Хан се връща в Индия в края на 1926 г. Умира на 5 февруари 1927 г. в Делхи. Гробницата му се намира в квартал „Хазрат Низамудин“ в Делхи. Всяка сутрин там носят листенца от роза в негова почит.
Съпругата му Амена Бегъм е автор на колекция от 101 суфитски стихотворения. Дъщеря му Нуруниса участва в разузнаването срещу нацистите под псевдонима „Нора Бейкър“ и загива през 1943 г. Синът му Вилаят продължава учението на баща си за универсалния суфизъм като ръководител на организацията „Суфи Интернешънъл“. Другият му син Хидаят е композитор на класическа музика, диригент и представител на „Суфи Интернешънъл“.

## Произведения
След смъртта на учителя и писател Хазрат Инаят Хан остават четиринадесет тома, които представляват транскрипция на неговите лекции и разговори дадени между 1914 и 1926 г. записани от неговите ученици.
Поради спецификата на лекционната дейност, провеждана на различни места и време, темите често се преплитат една в друга, в различни връзки и варианти. Това има за цел да помага на последователите да усвояват тънкостите на суфизма в различията на всеки отделен въпрос и гледна точка. По тази причина в произведенията не се следва стриктна последователна система и строга класификация на темите не е осъществима.
- Том I		The Way of Illumination
- Том II	The Mysticism of Music, Sound and Word
- Том III	The Art of Personality
- Том IV	Mental Purification and Healing
- Том V	Spiritual Liberty
- Том VI	The Alchemy of Happiness
- Том VII	In An Eastern Rose Garden
- Том VIII	The Art of Being
- Том VIIIa	Sufi Teachings
- Том IX	The Unity of Religious Ideals
- Том X	Sufi Mysticism
- Том XI	Philosophy, Psychology and Mysticism
- Том XII	The Divinity of the Human Soul
- Том XIII	The Gathas
- Том XIV	The Smiling Forehead
- Sayings: Gayan, Vadan, Nirtan and Bowl of Saki
- Biography and Autobiography of Hazrat Inayat Khan

Книгата „Sayings: Gayan, Vadan, Nirtan and Bowl of Saki“ е сбор записаните в личните му бележници мисли и становища, книгата „Biography and Autobiography of Hazrat Inayat Khan“ е сбор от личната му автобиография и различни проведени с него интервюта. Съществуват и още няколко документа от частен характер.
Тези основни книги са преиздавани в различни обеми и компилации, и под различни заглавия.

### Издадени в България
- Космическият език: Трактати върху суфизма (1999)
- Мистични медитации: Учението на суфиите (2001)
- Духовната свобода (2007)
- Алхимия на щастието (2008)